# Van Hool A280
De Van Hool A280 is een type stadsbus van de Belgische fabrikant Van Hool. De bus werd ontwikkeld in navolging van de gelede bus AG280 en de AU138, die allebei een motor tussen de twee assen hadden. De fabrikant wilde dit concept graag doorontwikkelen voor een stadsbus. De bus was de opvolger van de A120 ("Intercity") en de voorloper van de A500. Vanwege de korte productie waren er maar enkele bussen verkocht.

## Inzet
De meeste bussen kwamen voor in België. Ook werden er enkele exemplaren geëxporteerd naar het buitenland.
| Land   | Bedrijf        | Type | Serie         | Aantal | Bouwjaar | Inzet                       | Opmerking                                                                         |
| ------ | -------------- | ---- | ------------- | ------ | -------- | --------------------------- | --------------------------------------------------------------------------------- |
| België | Autobus Naway  | A280 | 460109        | 1      | 1988     | Henegouwen                  | Prototype A500                                                                    |
| België | De Lijn        | A280 | 2295 - 2304   | 10     | 1988     | Oost-Vlaanderen             | Ex-NMVB                                                                           |
| België | Kruger Autobus | A280 | 110524        | 1      | 1986     | Antwerpen                   | Ex-demobus Ex-Robbrecht 262135 Ex-157216b                                         |
| België | MIVA           | A280 | 1280          | 1      | 1988     | Antwerpen                   | Demobus                                                                           |
| België | NMVB           | A280 | 2295 - 2304   | 10     | 1988     | Luxemburg, Aalst            | Deden eerst dienst in Luxemburg, later in Aalst Deden tot 2004 dienst bij De Lijn |
| België | NMVB           | A280 | 2471 - 2480   | 10     | 1989     | Stadsbus Namen              | Later meegegaan naar TEC onder de nummers 4.650 - 4.659                           |
| België | NMVB           | A280 | 5998          | 1      | 1985     |                             | Demobus                                                                           |
| België | Robbrecht      | A280 | 262135        | 1      | 1986     | Oost-Vlaanderen             | Demobus Verkocht aan Kruger Autobus                                               |
| België | STIC           | A280 | 216 - 218     | 3      | 1988     | Stadsbus Charleroi          | Later meegegaan naar TEC onder de nummers 7.216 - 7.218                           |
| België | TEC            | A280 | 4.650 - 4.659 | 10     | 1989     | Stadsbus Namen              | Voormalig NMVB 2471 - 2480                                                        |
| België | TEC            | A280 | 7.216 - 7.218 | 3      | 1988     | Stadsbus Charleroi / lesbus | Ex-STIC Doen nu dienst als lesbus                                                 |
| België | Van Rompaye    | A280 | 159615        | 1      | 1987     | Antwerpen                   | Proefbus van juni - september 1987                                                |